# Idactus strandi
Idactus strandi là một loài bọ cánh cứng trong họ Cerambycidae.